# محمد إبراهيم هلال
محمد إبراهيم بك هلال (1885 - ديسمبر 1932) صحفي وشاعر مصري. ولد في قرية كوم النور بالدقهلية. درس الابتدائية بمدارس الآباء اليسوعيين في القاهرة، ثم بمدرسة الفرير الفرنسية، وأخذ اللغة العربية وآدابها على عدد من علماء عصره إلى أن نبغ فيهما. اشتغل بالصحافة، وعمل محررًا لعدة صحف حتى أنشأ جريدة «النواب» سنة 1926. انختب عضوًا بمجلس النواب المصري عن دائرة ميت غمر سنة 1930. كان له ندوة أدبية في داره بالحلمية بالقاهرة، وقد ساعد الكثير من الأدباء. له عدة مؤلفات مخطوطة وقصائد متفقرة ومقالات كثيرة. توفي عن 46 عامًا في القاهرة.

## سيرته
هو محمد بن إبراهيم هلال أو محمد بن إبراهيم بن هلال. ولد سنة 1303 هـ/ 1885 م في بلدة كوم النور تبع ميت غمر بالخديوية المصرية، وهو من عائلة هلال المشهورة فيها، وينتهي نسبه من جهة والده إلى خيري بك الذي ولاه السلطان سليم الأول أعمال مصر، أما نسبه من جهة أمه فهو شريف. تلقى علومه في مدارس، فدرس في مدرسة الفرير الفرنسية وأخذ عن سيد المرصفي وغيره من علما عصره، فتعلم العربية وآدابها إلى أن نبغ فيهما.

اشتغل بالكتابة والصحافة في شبابه في جريدة «المؤيد»، و«المقطم»، و«مصباح الشرق»، و«الكشكول» فكانت له مقالات في الأدب والاجتماع والنقد والسياسة، واشترك أيضًا في تحرير جريدة «الكشاف» لأحمد عبود، وأنشأ سنة 1926 جريدة «النواب» في القاهرة.

دخل السياسة، وساهم في الحركة الوطنية المصرية، وانتخب عضوًا في مجلس النواب عن دائرة ميت غمر سنة 1930 إبان وزارة إسماعيل صدقي باشا.

توفي في شهر رمضان 1351/ ديسمبر 1932 بالقاهرة، عن 58 عامًا.

## أدبه
ساعد حافظ إبراهيم في طبع ديوانه على نفقته. ورث عن والده ستمائه فدان أنفقها كلها في مساعدة الأدباء والشعراء، إلى أن أصبح لا يملك شيئًا وصار يتكسب بعلمه في أخريات أيامه. وكانت له ندوة أدبية في داره بالحلمية بالقاهرة، يجتمع فيها كثير من الأدباء والعماء المصريين في عصره منهم محمد عبده، وعبد الكريم سلمان، وأحمد تيمور باشا، وإبراهيم المويلحي، وحافظ إبراهيم، وغيرهم كثير. وصفه محمد زكي مجاهد بأنه «كان من الكتاب والأدباء المغمورين المجهولين المشتغلين بالعلم والأدب، غزير العلم، فنانًا في تصوير الأشخاص والمجتمع والجماعات والهيئات، ومن أعرف الناس بأخبار الناس وأسرارهم وطبائعهم، كريم الأخلاق، محسنًا، عفيفًا، معتصمًا بدينه إلى حد التشدد.» جاء في معجم البابطين عنه «ما ورد من شعر له قليل، معظمه يدور حول الغزل والرثاء. يمزج في غزله بين العفيف منه والصريح. وفيما كتبه من رثاء يستجلي قيمًا وسجايا حميدة فيمن يرثيهم. خاصة مرثيته في الشاعر «محمود سامي البارودي». يميل إلى المبالغة، مع جدة في التراكيب، وطرافة في الخيال. التزم الوزن والقافية فيما كتبه من شعر.»  ومن شعره «أنت القمر»:

## آثاره
من مؤلفاته:
- «عظماء مصر كما أعرفهم لا كما يعرفهم الناس»، تركه مخطوطًا عند أحمد حسنين باشا
- «تاريخ الحركة القومية من عهد إسماعيل إلى سعد باشا»، نشره مقالات في مجلة النواب، ثم جمعه في كتاب.
- شرح ديوان حافظ إبراهيم